# خربة الطاقة
خربة الطاقة قرية فلسطينية مهجرة في منطقة بيسان.

## الخربة قبل 1948
وهي تقع على بعد 14 كم شمال بيسان على الطرف الشمالي لوادي البيرة، بالقرب من المكان، الذي يخرج فيه الوادي من التلال المتجهة نحو غور الأردن الذي يبعد عنه نحو 3 كيلومتر. كانت ثمة على الطرف الجنوبي من الوادي طاحونة مهجورة تديرها المياه التي تجري في الوادي، أما المقبرة فتقع على المرتفعات المطلّة على القرية من الجهة الشمالية، تحجب القرية من الشمال والجنوب التلال، يبعد الطريق العام المؤدي إلى جسر المجامع قرابة 500 متر يربطها بنهر الأردن وبالطريق الواصل إلى بيسان.

## التهجير
في حرب 1948 احتلت القوات الصهيونية القرية وهجرت سكانها هجر سكانها يوم 15 مايو 1948، في إطار ما سمته بـ«عملية جدعون».

## الخربة اليوم
القرية اليوم مهدمة تعلوها الأشواك وتستخدم أراضيها مراعي لأبقار المستوطنين.